# 王シフト
- シフト (野球) > 王シフト
- 王貞治 > 王シフト

王シフト（おうシフト）は、読売ジャイアンツの王貞治が打席に立った際、対戦チームが敷いたシフト。特に、広島カープ（現・広島東洋カープ）の白石勝巳監督（当時）が1964年頃に考案した配置に対してこの呼称を用いる。
プロ野球チームが作戦や用兵にコンピュータを使用した初めてのケースといわれる。

## 導入までの経緯
当時のカープ監督白石勝巳は対巨人との戦いに於いて、「せめてON砲のどちらかだけでも抑えられないか」と考えた。白石は合理主義者で、直感力に長けた長嶋茂雄より王の方が対策を見出し易いのではないかと考えた。白石は王の打球が極端に右方向に多いことを試合の中で感じており、カープのスコアラー・川本徳三に王の打球の方向をデータ分析させた。1957年春、大阪大学工学部を卒業した渡辺昭雄は、コンピュータ技術者として東洋工業（現マツダ）に入社した。当時の自動車メーカーは、東洋工業に限らず、コンピュータ利用に目を向けていた。中堅メーカーだった東洋工業は、大手と比べ資金に余裕がないことから、少しでも開発効率を高めようとコンピュータによるシミュレーションに力を入れていた。最初は事務処理から、何万点にも及ぶ構成部品の管理にコンピュータが使われ始めていた。渡辺は入社3年目の1960年、コンピュータ（といっても当時はリレー式の自動計算機「FACOM 138A」）による事務処理や技術計算のやり方にメドをつけた。ある日、渡辺はカープの球団社長・松田恒次に突然呼ばれた。松田は当時は優勝争いとは無縁の弱小球団カープを何とか強力チームに出来ないか思案していた。松田は渡辺に「野球を科学してみい」「それは商売やないから、失敗してもかまへんで」と言った。渡辺はこの密命を受け、さっそくスコアブックに記録された試合中の全データをコンピュータに入力することにした。ところが当時のスコアブックの記録は、ボールかストライクの違いは分かるが、どこのコースに投げたか不明、打球についても処理した野手が記録されるだけで、グラウンドのどの位置にどんな球質で飛んだかは全く分からないという代物だった。コンピュータ技術者の世界には「Garbage in, garbage out」という有名な格言がある。そこで渡辺はカープスコアラー・川本と共同で、コンピュータ用のスコアシートを作成することにした。通常のスコアブックと違って、各バッターの一球一打ごとに打球のコースまで記入していくことが出来る。コンピュータにそのまま入力出来るよう、全てのデータは数字で記録することにした。以来、川本スコアラーはカープの試合があるたびに、このスコアシートを持って球場に乗り込み、カープと対戦相手の全データを記録した。試合終了後、スコアシートは直ちに東洋工業のコンピュータ室に運び込まれ、インプットされていった。1963年シーズン終了後、充分にデータが蓄積されたと判断した渡辺は解析作業に着手。深夜、コンピュータの空き時間を使っての作業だった。その結果、渡辺は思わぬ新事実を見つけた。王の打球の80％以上がライト方向に集中しているはっきりとした打撃の特徴、渡辺は「もし、野手のほとんどがあらかじめ右方向に守っていたら…」と考えた。「王シフト」は思い付きでも閃きでもなく、綿密なデータ分析から生まれたものであった。
コンピュータを使って、王のデビュー戦以来の全打席の打球方向を集計すると7割がセンターから右方向との結論を得た。その報告を受け、白石は「打球の7割がライト方向なら、守備位置を右に寄せればいい」と考えた。「しかし王が流し打ちをしてきたら」とコーチ陣は反論した。白石は「一本足打法はタイミングが命。もし流し打ちをしたらバッティングフォームを崩す。修正するには時間が掛かる。王は絶対に引っ張ってくる」と王の自尊心を見抜いていた白石はコーチ陣を説得した。白石は巨人OBでもあり、王の性格は分かっていた。「ホームランなら仕方ないよ。やろう」と王シフトは実行に移され、一塁手を一塁線へ、二塁手をより一塁側へ、遊撃手は二遊間へ、三塁手は遊撃手の守備位置へ、外野手はそれぞれ右方向へ移動。結果フィールドの右半分に野手が6人という極端なシフトが敷かれた。

## 実行
『王シフト』が初めて行われたのは1964年5月5日、後楽園球場での巨人対広島ダブルヘッダーでの第二試合7回裏であり、この時守備についていた選手は
| - ファースト - 興津立雄 - セカンド - 阿南準郎 - サード - 漆畑勝久 - ショート - 古葉竹識 | - ライト - 森永勝也 - センター - 大和田明 - レフト - 山本一義 | - ピッチャー - 鵜狩道夫 - キャッチャー - 田中尊 |

というメンバーであった。カープナインも事前練習は行わず、ぶっつけ本番。
しかし、王は王シフトを眼前にしても「狭くなった間を抜けていくような強い当たりを打ってやる、頭の上を越えてスタンドまで届かせればいいんだろ」と逆に闘志を燃やしたと語っている。白石も自著の中で、自らの狙いに反して自分のスタイルを貫き通した王の精神力の強さを高く評価している。
王は5月3日の試合（阪神戦）で1試合4打席連続本塁打を放っており、5月5日のダブルヘッダー第1試合（巨人－広島7回戦）の第1打席は5打席連続の新記録がかかっていた。しかし、結果は大羽進が2球目に投じた内角高めのシュートでファーストライナーに仕留められ、新記録達成はならなかった。第1試合は4打席無安打。試合も3対2で広島の勝利。続けて王シフトを挙行した第2試合（8回戦）では、シフトを開始した打席でバックスクリーンのわずか右へ18号ホームランを放たれるなどして4打数3安打を決められる結果となり、このシフトは功を奏しなかった。しかし、このシフトは多少なりにもプレッシャーにはなったようで、例えば翌日の9回戦では遊飛と3つのセカンドゴロなどで5打数無安打に抑えたり、1964年の対広島戦の王の成績は打率.291、本塁打数は対戦した5球団で最も少ない7、本塁打率11.29であり、シーズンの成績（打率.320、55本塁打、本塁打率8.58）からみればまずまず成果はあったと「記録の神様」と呼ばれた宇佐美徹也は一応の評価をしている。
王は結局、王シフトをされても最後まで流し打ちをしなかったが、同年7月15日の広島戦で一度だけ三塁方向にバントしたことがある。バントした打球は誰もいない左翼方向を外野まで転がり、この間に王は二塁まで進んだ。このプレーは誰にもエラーがつかなかったため、王の二塁打が記録された。この「バントで二塁打」という珍記録も王シフトの副産物だった。王は後に、この日の先発だった大石清が絶好調で、このバントの前まで一人も出塁を許していなかったことから「何とか出塁しようと思って、とっさの判断」でバントしたことを明らかにしており、「大石は同い年だったんですけど、あれだけは本当に悪いことをしたと思っています（笑）」と語っている。
王は現役を引退した後にオフシーズンに行われるOB戦に度々出場しているが、その際にも相手側は王シフトを敷いて対応していた。
なお、王は安打狙いで行けば四割も可能だったといわれることもあるが、落合博満は｢この王シフトを逆に利用していけば四割も可能だった」と述べている。

## その他の王シフト
白石の考案した王シフトは他のチームにも影響を与え、他のチームも同様のシフトを敷くようになっていった。しかし王は動じることなく、1964年に放った日本記録となる55本塁打のうち50本がセンターから右方向の打球だった。王の長打力に磨きがかかり始めると、変わったシフトをとるチームも出てきた。
1968年6月26日、中日ドラゴンズは内野手4人全員を一塁と二塁の間に配置、レフトを左中間、センターを右中間、ライトを一塁ライン際に守らせた。中心線から左側には外野手が1人いるだけというシフトだった。
また、1972年の日本シリーズ第1戦（10月21日）、阪急ブレーブスは二塁手を一二塁間に、三塁手を遊撃手の位置に配置し、中堅手の福本豊を右中間に、そして遊撃手の大橋穣をセンターに守らせる「外野4人シフト」を敷いた。この試合の王の第2打席は「遊飛（ショートフライ）」と記録されているが、これはバックスクリーン手前まで飛んだ打球を大橋が捕球したものである。世界中の野球史上最長のショートフライが誕生したのも、知恵者・白石の副産物といえる。
台湾屈指の強打者で、同じ左打の王柏融も酷似したシフトを敷かれることがある。

## 影響
渡辺昭雄は「王シフト」が実践された1964年に東洋工業を退社し、コンピュータ業界に転じた。以降、カープのコンピュータ利用はそれ以上進まなかった。当時のコンピュータはやはり高額で、性能もそこまでよくはないため、以降、スポーツの世界では長く使用はされることはなくなった。スポーツの世界での次のコンピュータ利用は、1980年代に入ってからであり、「王シフト」がどれだけ時代を先取りしたものだったかを物語る。EVやPHVなど電動車の開発に躍起になる世界の自動車大手を横目に、スカイアクティブに代表されるエンジン技術に活路を見いだす、必要以上に市場に左右されず、長所を磨きながらライバルに挑む、マツダにとっては当たり前のスピリッツは、この「王シフト」がルーツともいわれる。不滅のV9前夜の巨人を相手に弱者の兵法に徹したカープの姿勢は、マツダの生き様とも重なる。